# نوتر-دام-دو-بون-کونسیی، کبک (قصبه)
نُتر-دام-دُ-بُن-کُنسِیی (به فرانسوی: Notre-Dame-du-Bon-Conseil) قصبه‌ای در منطقه شهری درومون ناحیه سانتر-دو-کبک در استان کبک کانادا است. در سرشماری سال ۲۰۱۱ این قصبه ۹۷۱ نفر جمعیت داشته‌است و مساحت آن ۸۶٫۴۲ کیلومتر مربع است.